# Нарымбетов, Кожамурат
Кожамурат Нарымбетов (1926 год, колхоз «Овцевод», Шаульдерский район, Чимкенсткая область, Киргизская АССР, РСФСР, СССР) — колхозник, старший чабан колхоза «Овцевод» Шаульдерского района Южно-Казахстанской области, Казахская ССР. Герой Социалистического Труда (1949).

## Биография
Родился в 1930 году (по другим сведениям — в 1930 году) в колхозе «Овцевод» Шаульдерского района Чимкентской области (сегодня — Отырарский район Южно-Казахстанской области, Казахстан). Происходит из подрода мангытай рода котенши племени конырат. Трудовую деятельность начал с раннем возрасте. После окончания семилетней средней школы в 1944 году в возрасте 14 лет вступил в колхоз «Овцевод», в котором работал старшим чабаном.
Ежегодно показывал высокие трудовые результаты в овцеводстве. В 1948 году обслуживал 426 овцематок. По итогам работы в 1948 году получил 85 % смушек первого сорта и вырастил к отбивке в среднем по 110 ягнят от каждой сотни овцематок. Указом Президиума Верховного Совета СССР от 12 июля 1949 года удостоен звания Героя Социалистического Труда за «получение высокой продуктивности животноводства в 1948 году при выполнении колхозами обязательных поставок сельскохозяйственных продуктов и плана развития животноводства по всем видам скота» с вручением ордена Ленина и золотой медали «Серп и Молот» (№ 4198).
Этим же указом званием Героя Социалистического Труда были награждены председатель колхоза «Овцевод» Оспан Шораев (лишён звания в 1953 году), заведующие овцеводческими фермами Мнайдар Карамолдаев, Мусабай Кулумбетов (лишён звания в 1953 году), чабаны Тулеген Байтанов, Кайкибай Куатбеков, Нускабай Кулумбетов и Кумусбек Сапаков.
С 1954 года по 1958 год был заведующим овцеводческой фермы. С 1958 года по 1962 год трудился рабочим в совхозе «Арысь». В 1963 году был назначен звеньевым кукурузоводческого звена в колхоза «Талапты».
С 1987 года — персональный пенсионер союзного значения.
Награды
- Герой Социалистического Труда
- Орден Ленина (1949).